# José Marcelo Januário de Araújo
José Marcelo Januário de Araújo, mais conhecido como Esquerdinha (Caiçara, 6 de maio de 1972 — João Pessoa, 31 de outubro de 2018), foi um futebolista brasileiro que atuava como lateral-esquerdo. Em 2017, foi eleito, pelos torcedores do clube, o melhor lateral esquerdo da história do Vitória.
Apesar de ter se aposentado profissionalmente dos gramados em 2007, nunca deixou de jogar futebol.

## Títulos
Vitória
- Campeonato Baiano: 1996 e 1997
- Copa do Nordeste: 1997

Porto
- Campeonato Português: 1998–99
- Supertaça de Portugal: 1998–99
- Taça de Portugal: 1999–00 e 2000–01

## Morte
Na noite de 31 de outubro de 2018, veio a óbito após um infarto fulminante sofrido durante uma partida amistosa que disputava entre amigos.
Após entrar no segundo tempo de uma partida, o ex-jogador de Fluminense, Porto e Vitória sofreu um infarto após o apito final e morreu aos 46 anos.
De acordo com relatos de alguns jogadores que disputavam com Esquerdinha esse campeonato amador, ele só jogou por 10 minutos e depois saiu de campo. Ficou ainda brincando no banco de reservas, mas, quando chegou ao vestiário, caiu no chão.
- Foi uma luta dentro do vestiário, a gente tentando abanar. Chegaram a levar para a UPA, mas faleceu depois. Triste demais. Ele brigou para viver. Desfaleceu três vezes - descreveu um dos amigos de Esquerdinha.